# Corynoneura secunda
Corynoneura secunda är en tvåvingeart som beskrevs av Makarchenko 2006. Corynoneura secunda ingår i släktet Corynoneura och familjen fjädermyggor. Inga underarter finns listade i Catalogue of Life.